# Chaufour-Notre-Dame
Chaufour-Notre-Dame ist eine französische Gemeinde mit 1.164 Einwohnern (Stand: 1. Januar 2022) im Département Sarthe in der Region Pays de la Loire. Pruillé-le-Chétif liegt im Arrondissement Le Mans und gehört zum Kanton Le Mans-7 (bis 2015: Kanton Allonnes). Die Einwohner werden Calidofourniens genannt.

## Geographie
Chaufour-Notre-Dame liegt etwa neun Kilometer westsüdwestlich vom Stadtzentrum Le Mans. Umgeben wird Chaufour-Notre-Dame von den Nachbargemeinden La Quinte und Degré im Norden, Aigné im Nordosten, Trangé im Osten, Fay im Osten und Südosten, Souligné-Flacé im Süden und Südwesten sowie Coulans-sur-Gée im Westen.

## Bevölkerungsentwicklung
| Jahr                      | 1962 | 1968 | 1975 | 1982 | 1990 | 1999 | 2006 | 2013 |
| Einwohner                 | 543  | 520  | 541  | 681  | 808  | 810  | 1023 | 1078 |
| Quelle: Cassini und INSEE |      |      |      |      |      |      |      |      |

## Sehenswürdigkeiten

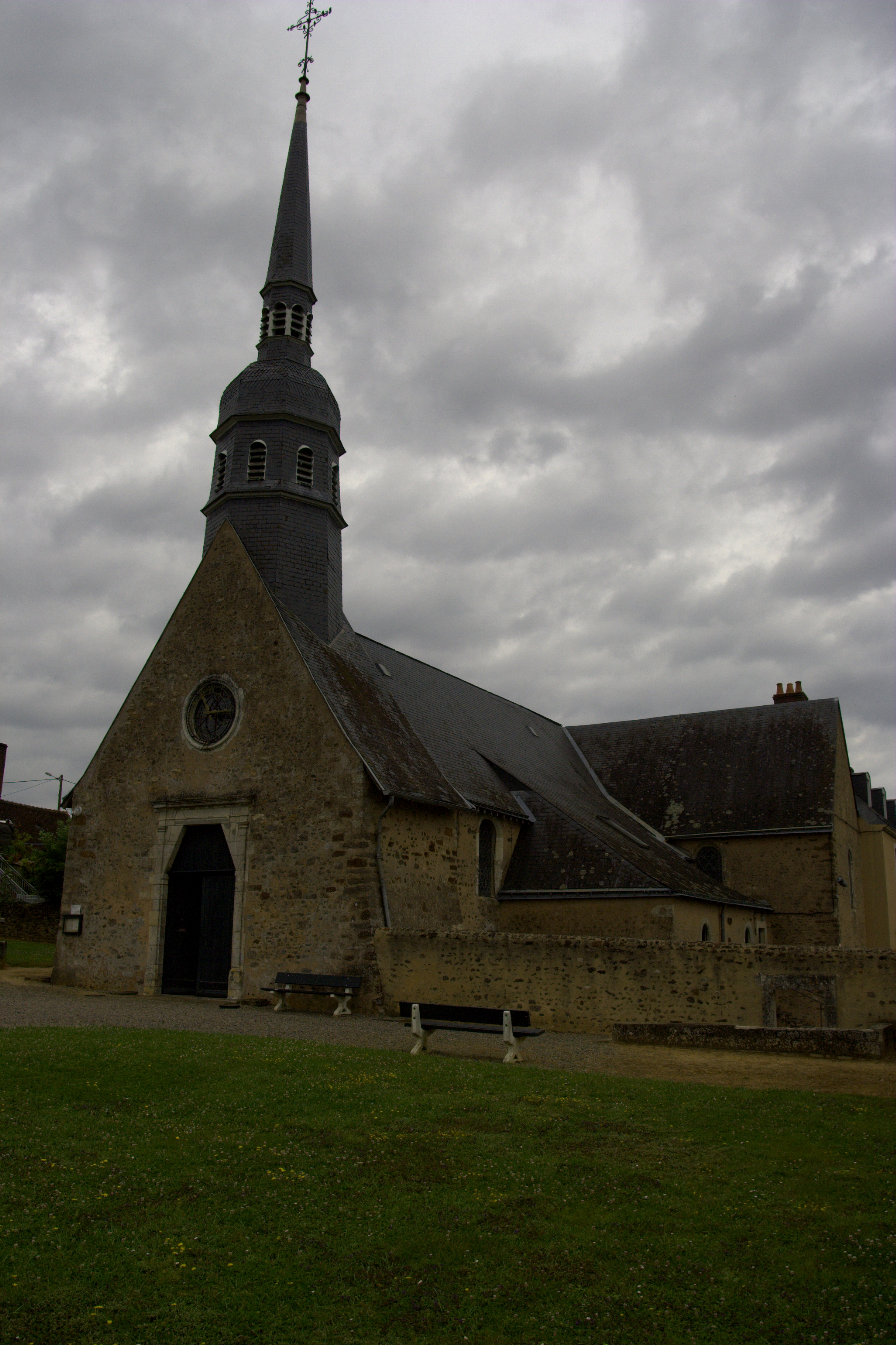
Kirche Notre-Dame

- Kirche Notre-Dame aus dem 17. Jahrhundert
- Kapelle Sainte-Barbe, zwischen 1835 und 1840 erbaut